# Tezej
Tezêj ali Tezêus (starogrško Θησεύς, Thēséus, latinsko Thèseus) je bil v grški mitologiji sin atenskega kralja Ajgeja in največji jonski junak.

## Mlada leta
Njegov oče mu je namenil to vlogo že ob rojstvu in mu pod skalo skril tri predmete: meč, sandale in ščit. Otrokovi materi, princesi Ajtri in njenemu očetu trojzenskemu kralju Piteju, ki sta Tezeja vzgajala, je naročil, da otroku povejo, kdo je njegov oče šele takrat, ko bo dovolj močan, da bo dvignil skalo. Pri šestnajstih letih je napočil čas, da se je Tezej lotil prve naloge, ki mu jo je namenil njegov oče. Dvignil je skalo in našel zakopane predmete. Takoj se je odločil, da odide v Atene in poišče očeta.

## Začetki herojstva
Lažja pot do Aten bi bila po morju, vendar se je Tezej odločil za težjo in nevarnejšo pot po kopnem. Na poti skozi Epidaver je premagal prvega razbojnika, Perifeta, ki ga je do smrti pobil z njegovo gorjačo, ki mu jo je izpulil iz rok. Tezej je tako postal znan po tem, da je nasprotnikom vedno prizadejal tisto, kar so oni prizadejali drugim.

## Nadaljevanje poti
Pot je Tezeja nato vodila čez Korintsko ožino, kjer je naletel na roparja po imenu Sinis, ki je imel navado svoje žrtve prositi, da mu pomagajo pri upogibanju dveh smrek. Nato je vzel vrv in žrtev za zapestje privezal na smreki. Ko se je nesrečnik, ki ga je Sinis prej oropal imetja, utrudil, sta se smreki zravnali in raztrgali nesrečnika. Tezej je Sinisa premagal in mu namenil enako smrt.
Naslednji razbojnik, ki je občutil lastno "zdravilo", je bil Skiron, ki je popotnike na ozkih poteh Megare visoko nad morjem prisilil, da so mu umili noge v potočku, ki je izviral v skali. Medtem ko so žrtve umivale njegove noge, jih je Skiron brcnil v morje, kjer jih je pojedla velikanska mesojeda želva.

## Prihod v Atene
Tezej ob prihodu v Atene ni hotel takoj razkriti svoje identitete, saj ga očetova nova žena Medeja ni lepo sprejela. Ob večerji je Tezeja hotela zastrupiti, ker se je bala, da bo novi junak preprečil njenim sinovom nasledstvo prestola. Egej, ki je spoznal svoj meč, sandale in ščit, je sinu v zadnjem trenutku iz rok izbil čašo s strupom.

## Tezej in Minotaver
Ko je kralj Minos s Krete premagal Atene, so morali Atenci plačevati Minosu visok davek. Vsakih devet let so morali na Kreto poslati mlade moške in dekleta, da bi z njimi nahranili Minotavra, ki je prebival v labirintu. Tezej je s pomočjo Ariadne, Minosove hčerke, ki mu je svetovala, naj si pomaga s klobčičem vrvice, da bo našel pot iz blodnjaka. Tezej je ubil Minotavra in pobegnil iz blodnjaka in otoka skupaj z Ariadno. Ariadno je nato zapustil (pozabil) na otoku Naksosu in odšel v Atene.
Preden je prišel v Atene, je pozabil na dogovor z očetom, da bo razvil bela jadra, če bo uspešen v boju z Minotavrom. Ko je oče Egej videl črna jadra na prihajajoči ladji, se je od žalosti vrgel v morje, ki se od tedaj imenuje Egejsko morje.

## Tezej vladar
Ko je Tezej zasedel prestol, je opravil mnoge podvige:
- Atiko je ubranil pred napadom Amazonk;
- Lapitom je pomagal premagati Kentavre;
- sodeloval je pri kalidonskem lovu;
- udeležil naj bi se pohoda Argonavtov;
- ugrabil Heleno;
- v podzemlje spremljal Pejritoa, da bi se polastila Perzefone;
- slepemu pevcu Ojdipu je dal zatočišče.

V starosti se je sprl z Atenci in odšel na otok Skiros, kjer ga je kralj Likomed zahrbtno ubil.